# 三面夏娃 (電影)
三面夏娃是根据美国作家Corbett H. Thigpen同名作品改编的电影，由二十世纪福克斯公司摄制，影片反映了一名深受人格分离障碍影响的妇女在精神科医生帮助下逐渐恢复正常生活。影片由瓊安·伍華德、Lee J. Cobb等演出。

## 概要
家庭主妇夏娃·怀特受严重的头疼、健忘、抑郁等症状的困扰，她在丈夫陪同下接受精神科医生卢瑟博士诊症。初期的访谈中，卢瑟医生发现了夏娃·怀特表现出其他人格，患者自称夏娃·布莱克，她的行为态度一改平日典雅、端庄，变得放纵、喜好交际。在尔后的访谈里，卢瑟医生发现这两个表面人格和来访者童年时负面经历有关，夏娃·怀特童年时吻别逝世祖母，并一直压抑这段恐怖回忆。在后续治疗里，医生发现夏娃·怀特内心还有第三个人格，名叫简。
通过精多次催眠术和精神分析术治疗，患者认识到简才是真正的自己，最后获得完整、正常的人格，与女儿和心爱的人生活在一起。

## 奖项
1957年第30届奥斯卡最佳女主角奖。

## 其他
峨嵋电影制片厂音像出版社曾于2008年出版发行了该影片，以中文、英文、西班牙语字幕及英语原音播放。这一引进发行版错误翻译了演员的姓名，将 Joanne Woodward 翻译为马龙·白兰度，David Wayne 翻译为蒙哥马利·克利夫特，Lee J. Cobb 翻译为迪安·马丁。